# PC2 Luxemburg-Echternach
De PC2 Luxemburg-Echternach (PC2 Echternach) is een langeafstandsfietsroute in het Luxemburgse nationale fietsroutenetwerk. De route verbindt de hoofdstad Luxemburg met de oudste stad van het land, Echternach. Het traject is bewegwijzerd in twee richtingen. 

## Traject
De route start in de hoofdstad Luxemburg. Hier kan worden aangesloten op de PC1 Centrumfietsroute. De route verlaat de stad over de Groothertogin Charlottebrug en door de wijk Kirchberg en gaat daarna grotendeels over een voormalige spoorlijn. 
In Ernster kan worden aangesloten op de PC4 Syrefietsroute richting de Moezel.
Tot slot kan in eindpunt Echternach worden aangesloten op de PC3 Drei Rivieren-Radweg en de PC16 Sauer-Radweg.

## Aansluitingen met andere routes
- In Luxemburg kan worden aangesloten op de PC1 Centrumfietsroute.
- In Ernster kan worden aangesloten op de PC4 Syrefietsroute.
- In Echternach kan worden aangesloten op de PC3 Drei Rivieren-Radweg en de PC16 Sauer-Radweg.